# Laimdota Straujuma
Laimdota Straujuma (sinh ngày 24 tháng 1 năm 1951) là chính trị gia Latvia, giữ chức Thủ tướng Latvia từ năm 2014. Trước khi giữ chức Thủ tướng, bà là Bộ trưởng Bộ Nông nghiệp từ năm 2011 đến năm 2014